# Kostel Proměnění Páně (Velichovky)
Kostel Proměnění Páně ve Velichovkách je římskokatolický kostel, stojící na hřbitově, na stráni nad lázeňským městečkem Velichovky. Založen roku 1616 Hanibalem z Valdštejna. Renesanční, orientovaná, jednolodní hladce omítaná stavba s věží v průčelí a sakristií připojenou na jihu ke kněžišti. Okna hrotitá, hladce špaletovaná. Kryt valbový, červené eternitové šablony. Architektonický návrh kostela je připisován česko-italskému architektovi Carlu Valmadimu.

## Popis
Věž je hranolová, jednopatrová. Na západě pozdně gotický pískovcový portál, hrotitý. V ostění dva polosloupy s hladkými hlavicemi, nad nimi oblý prut. Nad portálem kruhové okno s profilovanou šambránou. Nad přízemím mocně vyvinutá římsa. V patře na každé straně hrotité okno s profilovanou šambránou, nad ním ciferník věžních hodin. Kryt věže plechový, stanový. Ve výklenku věže, na vnější jižní straně, kamenný epitaf Jana Pacalta. Na ploše ve vysokém reliéfu zesnulý s rodinou, v polovině životní velikosti, nad reliéfem plochý nástavec se dvěma konzolami nesoucími římsu. Nahoře obelisk se znakem, zakončený vázou. V ploše nástavce deska s nápisem v němčině. Nad postavami deska s českým překladem téhož nápisu: Jan Pacalt z Adelschwuntu milován od swych wazen od wssech ziw bohabogne w ctnostech powolan do radosti wěčnych wěku sweho 68 let, 28. ledna 1793.
Kněžiště je dlouhé 4,50 m, široké 4,60 m, uzavřené pěti stranami osmiúhelníku, osvětlované dvěma hrotitými okny, hladce
špaletovanými, bez kružeb. Zaklenuto jedním polem křížové klenby a závěrem. Na hranách klenby štukové pásky. Na klenbě namalovány: říšská orlice s českým lvem na prsou, po stranách znaky: Mladotů ze Solopysk, Berků z Dubé, Vančurů z Řehnic, neurčený znak, Valdštejnů z Kolovrat. Triumfální oblouk hrotitý.
Loď je obdélná, dlouhá 9,20 m, široká 6,80 m. Prostor osvětlován čtyřmi hrotitými okny hladkých ostění, bez kružeb. Sklenuta dvě pole křížové klenby. Na hranách klenby pásky z malty. Kruchta kamenná, na dvou toskánských sloupech a třech obloucích. Poprsnice plná, se zubořezem. V podvěží křížem klenutá předsíň. Vnitřní vchod do lodi z předsíně kamenný, půlkruhový, na pilastrech, zasazený do pravoúhlého rámu, zakončeného profilovanou římsou. Nad obloukem vchodu klenák, ve cviklech andílčí hlavy.

## Interiér
Hlavní oltář je rámový, rokokový. Tumba s otáčecím tabernáklem, po stranách dvě branky, se sochami sv. Josefa a Heleny ve vrcholu. Pod sochami kartuše s označením světců. Nad tumbou obraz Krista na hoře Tábor ve vykrajovaném rámu zakončeném baldachýnem a sochou Boha Otce; z 2. poloviny 18. století.
Boční oltáře jsou baldachýnové, zdobené andílky, s obrazy P. Marie a Ecce homo v rokokových rámech; z 2. poloviny 18. století. Obraz Ecce homo je starou kopií podle Rubense.
Kazatelna má visuté řečniště. Na čelní straně zlacená kartuš s reliéfem Jonáše. Stříška s čabrakami, ve vrcholu soška Dobrého pastýře. Polovina 18. století.
Varhany jsou rokokové, prosté, z 2. poloviny 18. století.

## Galerie

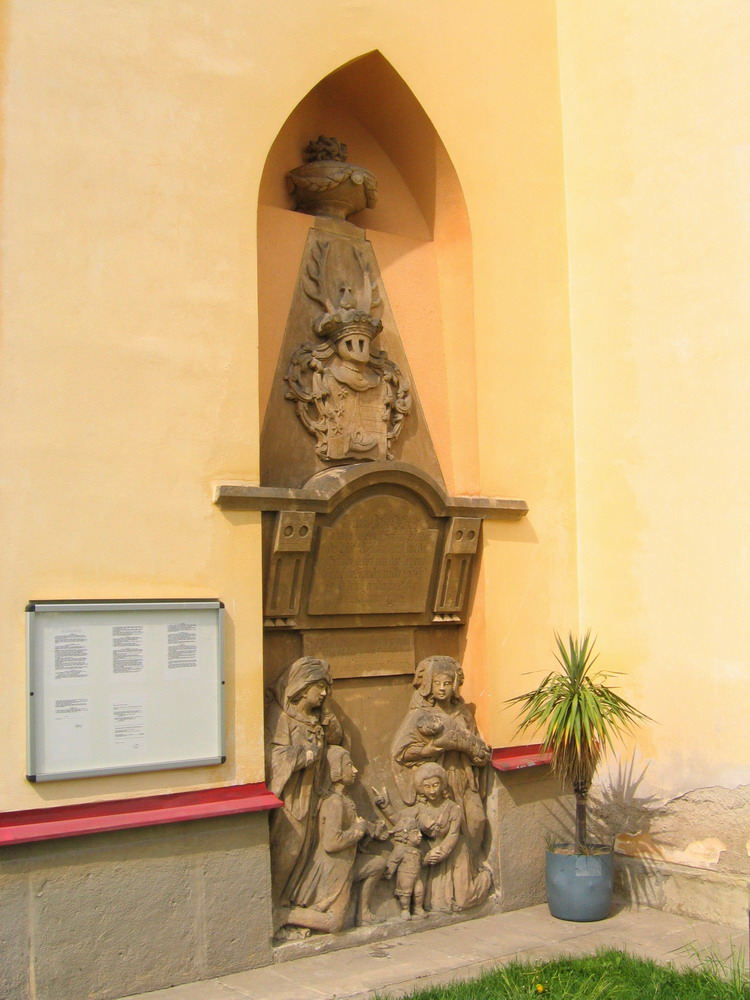
epitaf Jana Pacalta
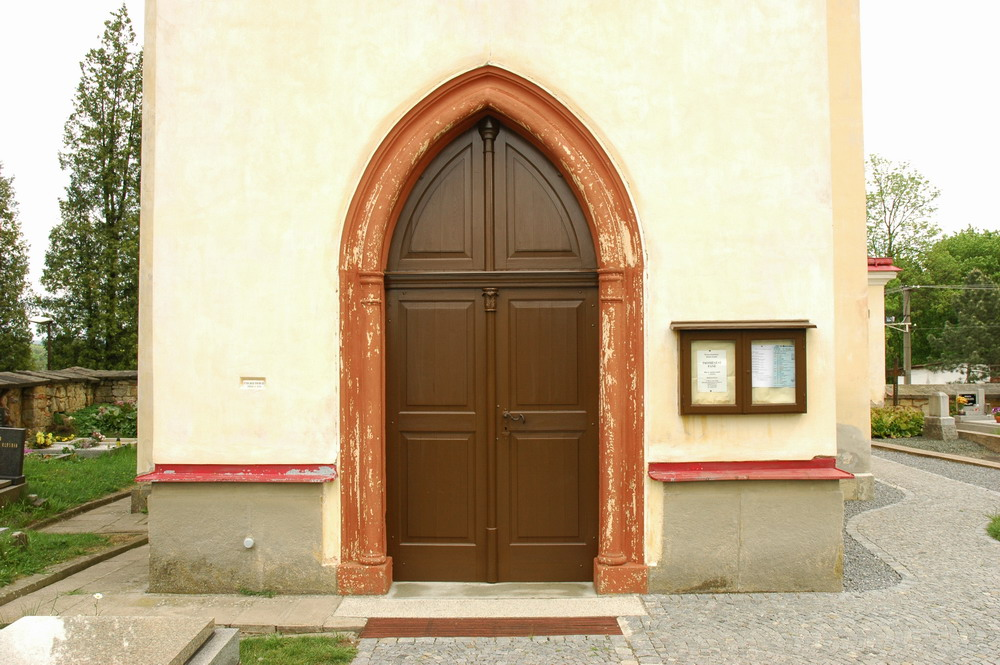
gotický hrotitý portál